# Morgan Brittany
Morgan Brittany, pseudonimo di Suzanne Cupito (Los Angeles, 5 dicembre 1951), è un'attrice statunitense.
È conosciuta per aver interpretato il ruolo di Katherine Wentworth nella serie televisiva Dallas.
Da bambina recitò in tre episodi di Ai confini della realtà.
Inoltre apparve nelle serie Perry Mason e Gunsmoke.

## Filmografia parziale

### Cinema
- La donna che inventò lo strip-tease (Gypsy), regia di Mervyn LeRoy (1962)
- Appuntamento sotto il letto (Yours, Mine and Ours), regia di Melville Shavelson (1968)
- Tramonto (Sundown: The Vampire in Retreat), regia di Anthony Hickox (1989)
- The Protector, regia di Jack Gill (1998)

### Televisione
- I detectives (The Detectives) – serie TV, episodio 3x30 (1962)
- Io e i miei tre figli (My Three Sons) – serie TV, episodi 3x05-7x24 (1962-1967)
- Ai confini della realtà (The Twilight Zone) – serie TV, 3 episodi (1962-1964)
- Gunsmoke – serie TV, 1 episodio (1963)
- Gli uomini della prateria (Rawhide) – serie TV, episodio 5x26 (1963)
- The Dick Powell Show – serie TV, episodio 2x26 (1963)
- Ben Casey – serie TV, episodio 3x18 (1964)
- La legge di Burke (Burke's Law) – serie TV, episodio 2x17 (1965)
- Io e i miei tre figli (My Three Sons) – serie TV, episodio 6x07 (1965)
- Hazzard (The Dukes of Hazzard) – serie TV, episodio 3x04 (1980)
- Dallas – serie TV (1981-1982)
- Perry Mason: Morte di un editore (Perry Mason: The Case of the Scandalous Scoundrel) – film TV (1987)
- La signora in giallo (Murder, She Wrote) – serie TV, episodio 6x14 (1990)
- La tata (The Nanny) - serie TV, episodio 2x15 (1994)
- Melrose Place – serie TV (1994)